# Regnbågsfisk
Regnbågsfisk (Melanotaenia nigrans) är en fiskart som först beskrevs av John Richardson, 1843.  Regnbågsfisk ingår i släktet Melanotaenia och familjen Melanotaeniidae. Inga underarter finns listade i Catalogue of Life.
Individerna blir vanligen 6 cm långa och de når ibland en längd av 10 cm.
Arten förekommer i Australien i sötvatten och bräckt vatten. Den lever bland annat i vattendrag i regnskogar, i laguner eller i andra vikar. Regnbågsfisk når allmänt vattendrag som ligger 40 km från havet och ibland 130 km från havet.
Honor lägger endast ett fåtal ägg per tillfälle och de fästas på vattenväxter. Antagligen finns ingen speciell parningstid men de flesta ungar registreras under regntiden mellan december och mars. Flera ägg äts av andra regnbågsfiskar. Födan utgörs av insekter och alger. Arten bildar stim med nära besläktade fiskar.
För beståndet är inga hot kända och hela populationen anses vara stabil. IUCN listar arten som livskraftig (LC).